# 超能失控
是一部於2012年上映的美國科幻驚悚片，由喬許·特蘭克執導，麥克斯·蘭迪斯根據他與特蘭克一同構思的故事撰寫劇本，並由丹恩·德翰、艾力克斯·羅素、麥可·B·喬丹、麥可·凱利與艾希莉·英秀等人主演。該片講述三位少年在一次意外中獲得超能力，他們為了避免釀成大錯而訂下使用規則。然而，三人之中，在家被家暴、在學校被霸凌的安德魯（Andrew）在累積大量負面情緒下開始失控濫用超能力。
該片的劇本最初由特蘭克撰寫，靈感源於他的白日夢，後由特蘭克的友人蘭迪斯接手。特蘭克表示，《超能失控》受到恐怖片《魔女嘉莉》（1976年）和（1978年）、日本動畫片《阿基拉》（1988年）、短片《約翰內斯堡的外星人》（2006年）及科幻片《第九禁區》（2009年）影響。《超能失控》於2011年5月開拍，8月殺青，拍攝作業為期18週。
《超能失控》於2012年1月28日在法國熱拉梅影展首映，並於同年2月3日在北美院線上映。該片廣受好評，影評人多稱讚其劇情、步調、演員的演技和攝影技巧，但也有批評該片到了片尾逐漸偏題。票房方面，成本僅1,200萬美元的《超能失控》在全球進帳1.266億美元，投資報酬率相當高。該片在第39屆土星獎上入圍最佳科幻電影獎。《超能失控》的續集計畫一度處於籌拍地獄，目前有一部以女性為主角的續集正在籌備當中。

## 劇情
在美國西雅圖，17歲的少年安德魯·戴特摩從2012年2月開始以錄影的方式記下生活點滴。他的父親酗酒，時常對他施以家暴，母親則罹癌，長期臥病在床。安德魯生性害羞自卑，在學校時常被霸凌。家中與學校的雙重影響使他累積了大量負面情緒。
一天，安德魯和表哥麥特·蓋瑞提一起去參加派對，麥特與安德魯的同學史提夫·蒙哥馬利在野外發現了一個神祕洞穴，三人進入後意外接觸神秘物體並獲得超能力，不但可藉由念力移動物體、毀損物體，飛翔等等，令他們非常驚訝並自豪。雖一開始不敢隨意使用這股超能力，但受好奇心驅使，他們開始訓練自己運用這力量並進行試驗，卻越玩越過火，並玩出意外。為避免濫用，他們決定立下使用超能力的規則。
後來，麥特鼓勵安德魯參加學校才藝表演以提升自己的人氣。觀眾對安德魯的「魔術」（實際上是超能力）大為驚嘆，大家開始對安德魯感興趣。表演後的派對中，安德魯成了全場焦點，但當他正要和一位女同學發生性關係時，卻因喝了酒，不小心嘔吐在她身上，導致自己人緣再度跌到谷底。此後，安德魯漸漸遠離人群，思想也越來越偏激。一次，內心脆弱的安德魯又遭受父親的家暴，這次他忍無可忍，以超能力擊退了父親。麥特與史提夫皆感應到了安德魯的情緒爆發。史提夫順著安德魯釋放出的能量飛上天，找到了漂浮在暴風雲層中的安德魯，並試圖安撫他的情緒，但深陷在自己情緒的安德魯已失去理智，意外用閃電劈死了史提夫。
安德魯為史提夫的死感到懊悔不已，也不敢再面對麥特。一天，他在學校又遭到霸凌。安德魯一氣之下，以超能力拔出了霸凌者的几颗牙齒。此後，安德魯開始將自己視為食物鏈中的「頂級掠食者」，藉此抹去傷害「弱者」的罪惡感。安德魯的母親病情逐漸惡化。安德魯運用超能力抢劫加油站的便利商店以購買能夠治癒母親的藥，卻意外將加油站引爆，自己因此受傷被送進醫院。安德魯的父親前往探視，告訴昏迷中的安德魯母親過世了，並指責安德魯，認為安德魯母親的死，全都是安德魯的錯，激動地要求安德魯起來向他道歉。
安德魯的心跳越來越快，猛然睜開雙眼時病房的窗戶瞬間爆裂。失控的安德魯開始大開殺戒，警方迅速趕往但仍難以壓制安德魯。麦特前去阻止安德鲁，在交手中安德鲁毁坏许多物体，并造成不少伤亡。最后关头，麦特迫不得已，只好了結安德鲁的性命。事後，麦特飞往西藏的喜马拉雅山，把安德魯用來記錄生活的攝影機留在那裡，鏡頭對著一間寺廟，希望安德魯能安息（安德魯生前說過想去西藏，因為覺得那裡是個平靜的地方）。

## 演員
劇組在一個半月內物色了1,000多名演員，將範圍縮小到15名，從中選出最後人選。
- 丹恩·德翰飾演安德魯·戴特摩（Andrew Detmer），常遭父親家暴的17歲少年，母親罹癌臥床，在學校常遭霸凌，種種原因累積起大量負面情緒，變得孤立不喜社交。

導演喬許·特蘭克希望能找到「默默無聞但即將嶄露頭角，不帶好萊塢氣息的年輕演員」來飾演安德魯。特蘭克等人在看完HBO影集《就诊》後，深受德翰的眼神和「強烈、悄然潛伏的個人特質」吸引，德翰因而成為安德魯的演員首選，最後於2011年4月初加入劇組。德翰在受訪時形容安德魯「是個內向的少年，一個朋友都沒有」。
- 艾力克斯·羅素飾演麥特·蓋瑞提（Matt Garetty），安德魯的表哥。

劇組採用「互動」的方式來選擇麥特一角的演員。羅素與喬丹一起進入一個房間，和飾演安德魯的德翰互動，最後羅素與喬丹雙雙入選，羅素於2011年4月中旬正式加入劇組。對於麥特這個角色，特蘭克表示，「麥特從容、冷靜又自信，與安德魯完全相反。身為表哥，麥特愛安德魯，但同時也很氣他，因為麥特有義務帶著（內向的）安德魯一起混。兩人在片中的關係又深又複雜，這對劇情發展至關重要」。
- 麥可·B·喬丹飾演史提夫·蒙哥馬利（Steve Montgomery），學校的風雲人物。

在試鏡中，喬丹和羅素同時入選，於2011年4月中旬加入了劇組。
- 麥可·凱利飾演理察·戴特摩（Richard Detmer），安德魯之父，酗酒，常家暴安德魯。

凱利於2011年5月初加入劇組。
- 艾希莉·英秀（英语：Ashley Hinshaw）飾演凱西·蕾特（Casey Letter），麥特的女友。

英秀於2011年4月中旬加入劇組。
- 安娜·伍德（英语：安娜·伍德 (女演員)）飾演莫妮卡（Monica），在派對上與安德魯「差點」發生性關係的粉紅色頭髮女孩。

在拍攝片中的親熱橋段時，伍德和德翰已是交往5年的情侶。兩人在電影上映後數個月結婚。
- 博·彼得森（Bo Petersen）飾演凱倫·戴特摩（Karen Detmer），安德魯的母親[18]。

## 製作

### 編劇與籌拍
喬許·特蘭克在高中時就想出了該片的點子，劇本的靈感源於特蘭克有關超能力的白日夢。2009年，特蘭克在美國紐約拍完《頭號迷絲》後回到洛杉磯居住，和認識的編劇傑瑞米·史列特一起籌畫待售劇本，不過大部分時間皆是不務正事，《超能失控》就在這段期間成形。史列特為故事加入了超能力的元素，不過後來他不再參與編劇。特蘭克擔心自己無法單獨處理劇本，所以請友人麥克斯·蘭迪斯來幫忙。蘭迪斯表示自己有興趣參與，隨即花了兩週的時間完成劇本，令特蘭克頗為吃驚。該片的背景原本設定在波特蘭，但為了納入太空針塔而改在西雅圖。對於該片的劇情，特蘭克表示，「片中的主人翁們不過是20歲左右的青少年，所以將獲得的超能力拿來大肆玩樂，而且絲毫不會感到羞恥。這從現代青少年的角度來看是再合理不過的」。參考方面，特蘭克表示，該片受到恐怖片《魔女嘉莉》（1976年）和（1978年）、日本動畫片《阿基拉》（1988年）、短片《約翰內斯堡的外星人》（2006年）及科幻片《第九禁區》（2009年）的影響，不過程度僅止於「優雅、尊重且不怎麼明顯的致敬」。
該劇本被列入2010年的「黑名單」（一項列出優質但還未拍成電影的劇本的調查）。兩人將這份劇本推銷給各製片商，最後由製片人約翰·戴維斯在2010年8月替二十世紀福斯買下。特蘭克表示，將該劇本賣給二十世紀福斯最大的困難是其R級的分級。他指出，劇本中那些會使劇本被分為R級的髒話是為了寫實，青少年的講話方式就是那樣；不過為了能被分為PG-13級，兩人只得在不影響寫實性的情況下改寫台詞。特蘭克等人花了6個月的時間籌備拍片工作，在2011年1月獲得二十世紀福斯的綠燈批准。《超能失控》的導演由特蘭克擔任，該片同時也是特蘭克的長片處女作。

### 拍攝與後期製作
以一部二十世紀福斯出品的電影來說，本片的預算相對較低，只有1,200萬美元。為了壓低預算，該片主要在南非的開普敦取景。劇組於2011年2月開始在南非準備，2011年5月正式開拍，8月殺青，拍攝作業為期18週。加拿大的溫哥華也是拍攝地之一。攝影指導馬修·詹森採用阿萊Alexa攝影機拍攝該片。片中有幾個開車橋段，由於在南非，車輛都靠左行駛，且方向盤裝在右側，與美國不同，所以劇組得特地調來美式車輛。電影前半段，安德魯的攝影機被惡霸搶去，惡霸將攝影機扔在地上，攝影機在地上滑行。這一橋段拍攝時，劇組將攝影機置於滑板上，營造出該效果。劇組用繩子拉車子來呈現史蒂夫用超能力移動車子的橋段。片中獲得超能力的三人飛行的橋段是由特技演員吊著鋼絲演出的，而特寫鏡頭則是由演員本人加上綠幕技術製作而成。安德魯臥室的內景在開普敦的片場拍攝。在採訪中，特蘭克表示，他不想過度依賴電腦特效，希望能盡可能採取實景拍攝。在後期製作中，劇組賦予該片一種「拾得錄影」的感覺。
2019年6月，由於編劇蘭迪斯的性侵醜聞爆發，特蘭克發表聲明，他在《超能失控》拍攝時，就因為蘭迪斯當時對女性的不當對待，而從未讓他插手，並且「從2012年以後就沒和他講過半句話」。

## 上映與宣傳
該片於2012年1月28日在法國熱拉梅影展首映，並於同年2月3日在北美院線上映。《超能失控》的首支預告片於2011年10月釋出，獲得不少好評；而首張海報則於同年12月發布。2012年1月，官方釋出國際版海報。上映前夕，二十世紀福斯為了宣傳該片，將數架人形遙控飛機發射至紐約市上空，讓人誤以為有人在天上飛。此舉引發了話題和關注。美國電影協會（MPAA）以片中有「極為暴力的打戲、一些髒話、性相關內容和青少年飲酒」為由將電影評為PG-13級，意味著片中含有部分家長可能認為不適合13歲以下觀眾觀看的內容，建議家長需特別注意。

## 反響

### 評價
《超能失控》獲得多數影評人的稱讚。影評匯總網站爛蕃茄上收集的172篇專業影評文章中，有147篇給予該片「新鮮」的正面評價，「新鮮度」為85%，平均得分7.1分（滿分10分），該網站對電影的共識性評價寫道「該片有著絕妙的劇本、快速的步調和年輕演員們的高超演技，這些都比片中類似拾得錄影的花招來得棒」，而Metacritic則根據31篇評論文章，其中24篇予以好評，1篇差評，6篇褒貶不一，給出平均分69（滿分100），代表「所獲評價多為正面」。據CinemaScore進行的調查，觀眾的平均評價於A+至F間落於「B-」。
《芝加哥太陽報》的羅傑·伊伯特給予該片3.5顆星（滿分4顆）的好評，評論道：「喬許·特蘭克的《超能失控》從一個看似平凡的開場出發，接著逐漸變得有趣。該片是一部有著超級英雄起源故事、科幻片及劇情片三者的元素、圍繞著心理失常的青少年的電影」。《波士頓環球報》的影評人泰·布爾打出2.5顆星（滿分4顆）的分數，表示「該片並未在藝術方面做出突破，但片中的花招十分不錯，其中一些橋段也精采絕倫」。
《滾石》雜誌的彼得·崔維斯給出了3顆星（滿分4顆）的分數，稱讚「《超能失控》用觀眾可以跟著笑、跟著理解甚至跟著深思的角色來推動劇情」，並形容該片是一部「迷人且離奇曲折的電影」。崔維斯也稱讚了主演丹恩·德翰、艾力克斯·羅素與麥可·B·喬丹的演技。2019年4月，Vulture的影評人亞伯拉罕·里斯曼（Abraham Riesman）將該片列入「自《刀鋒戰士》（1998年）上映以來最棒的30部超級英雄電影」榜單中，排在第27位。
也有部分影評人給予該片負評。《時代雜誌》的理察·科利斯批評該片「很討厭」，不過他也稱讚了德翰的演技。《紐約郵報》的凱爾·史密斯（Kyle Smith）表示，「由於片中角色太過溫和，加上廉價的特效，讓觀眾不會去思考任何東西，除了看完電影後要去哪裡吃飯」。《西雅圖時報》的莫伊菈·麥當勞（Moira MacDonald）批評道，「這部片在問觀眾一件事：如果你突然擁有了超能力，你會做什麼？這是個有趣的問題，但這個問題在片尾那混亂的特效中逐漸淡去」。

### 票房
截至下檔日，《超能失控》在美國及加拿大地區共累積了6,457萬美元的票房，加上來自其他地區的6,206萬美元，全球票房共計1.266億美元，而其製片預算則是1,200萬美元。製片人約翰·戴維斯稱該片是他參與過的電影中投資報酬率最高的一部。
北美方面，《超能失控》與同期上映的《誓约》以及《鯨奇之旅》競爭。該片的上映檔期亦與美國體育盛事超級盃衝撞。外界預測，《超能失控》將於首映週末透過2,907家電影院進帳1,500萬至1,750萬美元的票房。該片於首映當天進帳865萬美元。到了週末，該片以2,200萬美元的票房成為該週全美票房冠軍，使當時27歲的特蘭克成為作品在上映首週登上全美票房冠軍的導演中最年輕的一位，超越史蒂芬·史匹柏（28歲，《大白鯊》）和詹姆斯·卡麥隆（30歲，《魔鬼終結者》）。據統計，首映週末的觀眾中有55%是男性，61%年齡在25歲以下。隔週末，該片的票房為1,209萬美元，較上週下降了45%，排名當週第五。
其他地區方面，《超能失控》與北美同步在其他32個地區上映，首週末票房為1,270萬美元。其中，該片在英國和澳大利亞排名票房冠軍。除了北美以外，該片前五大的市場分別為英國（約1,089萬美元）、法國（約871萬美元）、澳大利亞（約802萬美元）、俄羅斯（約401萬美元）及墨西哥（約289萬美元）。
在香港，該片的總票房為694萬港幣。
| 上一届： 《即刻獵殺》 | 2012年美國週末票房冠軍 第5週 | 下一届： 《愛·重來》 |

### 榮譽
| 類別           | 頒獎日期      | 獎項           | 獲獎或入圍者                               | 結果 | 來源          |
| -------------- | ------------- | -------------- | ------------------------------------------ | ---- | ------------- |
| 金預告獎       | 2012年5月31日 | 最佳原創預告   | 「攝影機」（Camera）：二十世紀福斯、Buddha Jones | 獲獎 | [ 58 ]        |
| 金預告獎       | 2012年5月31日 | 最佳預告       | 「攝影機」：二十世紀福斯、Buddha Jones     | 提名 | [ 58 ]        |
| 線上影視協會獎 | 2013年2月10日 | 最佳長片處女作 | 喬許·特蘭克，《超能失控》                  | 提名 | [ 59 ] [ 60 ] |
| 土星獎         | 2013年6月26日 | 最佳科幻電影   | 《超能失控》                               | 提名 | [ 61 ] [ 62 ] |

## 家庭媒體
在美國，《超能失控》的DVD及藍光光碟於2012年5月15日發布，其中包含多則特別收錄，有刪減片段、視覺前置作業、攝影機試錄和電影預告。該片的DVD和藍光光碟分別於發行首週賣出約23萬份和16萬份，進帳約738萬美元。截至2019年9月底，該片已在家庭媒體方面收穫了約1,646萬美元的收益。

### 導演剪輯版
該片的導演剪輯版較院線版本多出了5分36秒，共11個加長或新橋段。這些橋段包含主角們測試超能力、有關史提夫的家庭背景的交代、史提夫和安德魯的更多互動、安德魯與警方交戰等。另外，導演剪輯版當中包含一段4秒長、凱西（艾希莉·英秀飾演）半裸的畫面，外界推測劇組當初可能是為了符合PG-13的分級標準而將其刪去。

## 潛在續集
2012年3月，二十世紀福斯聘請蘭迪斯繼續寫續集的劇本，特蘭克是否回歸執導續集仍屬未知。同年3月23日，據《好萊塢報導》報導，該片的續集已在籌拍當中。然而，10月時，蘭迪斯之父兼電影導演約翰·蘭迪斯指稱二十世紀福斯對續集劇本並不滿意。2013年4月10日，蘭迪斯澄清，二十世紀福斯十分喜歡續集的劇本。他也透露，續集將更加黑暗，亦會解釋《超能失控》中的謎團（如超能力的來源）。7月17日，蘭迪斯在Twitter上宣布，他和特蘭克不會再參與續集，並表示「續集大概還會繼續，只是現在與我無關」。2014年3月，二十世紀福斯聘請傑克·史丹利（Jack Stanley）撰寫續集劇本。
2015年8月，蘭迪斯揭露續集劇本涉及时间倒流，安德魯和麥特在續集中都活著，兩人和史提夫面臨政府的攻擊。而他提出的另外一個續集構想《Martyr》則描述精神分裂症的女反派在男友死後與麥特針鋒相對，並穿著機械服。2017年1月，艾迪·沙卡爾表示他有興趣製作續集。2020年，特蘭克自陳，《超能失控》的製作和造勢使他心力交瘁，既心神不寧又無助。他不樂見出續集，為此還嘗試牽制續集的籌備進度：「我從來都不想看到《超能失控2》。那是我最糟糕的惡夢。首先，我沒有要做的意思。再者，如果有別人做了，我敢說結果肯定像一坨屎。」2021年8月，約翰·戴維斯在訪談中宣布將推出由剛讀完大學的女性為主角的續集，時間設定在10年後，並有一大部分內容會涉及真假新聞以及掩蓋行為。

## 外部連結
- 互联网电影数据库（IMDb）上《超能失控》的资料（英文）
- AllMovie上《超能失控》的资料（英文）
- Metacritic上《超能失控》的資料（英文）
- 豆瓣电影上《超能失控》的資料 （简体中文）
- 爛番茄上《超能失控》的資料（英文）
- Box Office Mojo上《超能失控》的資料（英文）